# Интерференционный светофильтр

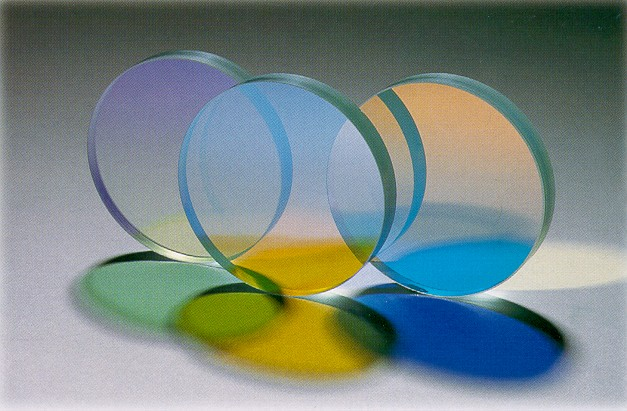

Интерференционный фильтр отражает одну и пропускает другую часть спектра падающего излучения благодаря явлению многолучевой интерференции в тонких диэлектрических плёнках.
И́нтерференцио́нный фильтр — название дихроичных фильтров по принципу действия.

## Изготовление и принцип действия
Для получения нужного эффекта на поверхность прозрачной пластины наносят несколько (от 10 до 200) слоёв с чередующимися высоким и низким показателями преломления. Примеры наносимых соединений:
- показатель 2.2-2.3: PbCl2, TiO2, ZnS
- показатель 1.3-1.4: MgF2, SiO2, Na3AlF6.

Толщина каждого слоя тщательно выдерживается, слои наносятся методом вакуумного напыления. Точные значения толщин слоёв определяют положение максимума кривой пропускания, а от числа слоёв зависит ширина зоны пропускания фильтра и степень подавления ненужной части спектра.

## Свойства и применение
Интерференционные фильтры могут обеспечивать ширину полосы пропускания или подавления до 0,1—0,15 нм из диапазона 500 нм. По сравнению с абсорбционными фильтрами, интерференционные имеют меньшие потери в зоне полезного пропускания и более высокую эффективность в зоне подавления. Однако, свойства интерференционного фильтра в значительной степени зависят от угла падающего света. 
По сравнению с абсорбционными фильтрами практически не поглощают световой энергии, благодаря чему могут использоваться при намного больших световых потоках. Абсорбционные фильтры, поглощая часть светового потока, нагреваются и в конце концов разрушаются.
Интерференционные фильтры для инфракрасного диапазона, применяемые в осветительных приборах, называют теплофильтрами. В цифровых фотоаппаратах также применяется задерживающий инфракрасную часть спектра интерференционный фильтр, помещаемый перед матрицей.
Проекторы с дихроичной оптикой создают более широкое пространство цветов, чем проекторы с абсорбционными фильтрами.

## Другие применения термина
Также слово «дихроичный» используется в словосочетании «дихроичный кристалл» — селективно поглощающий свет кристалл, имеющий оптическую асимметрию. В отличие от интерференционных фильтров, в дихроичном кристалле работает явление поляризации света.